# Welcome to the Masquerade
Welcome to the Masquerade è il sesto album studio dei Thousand Foot Krutch, pubblicato l'8 settembre 2009 dalla Tooth & Nail Records.

## Tracce
1. The Invitation (Intro) (0:59)
2. Welcome to the Masquerade (3:41)
3. Fire It Up (3:07)
4. Bring Me to Life (3:36)
5. E for Extinction (3:51)
6. Watching Over Me (4:18)
7. The Part That Hurts the Most (Is Me) (3:59)
8. Scream (3:26)
9. Look Away (4:01)
10. Forward Motion (3:54)
11. Outta Control (3:27)
12. Smack Down (3:21)
13. Already Home (4:30)

Fan edition
1. Shook - 3:25
2. Take It Out On Me - 3:17
3. Anyone Else - 3:35

## Formazione
- Trevor McNevan - voce
- Steve Augustine - batteria
- Joel Bruyere - basso
- Aaron Sprinkle - produzione
- Randy Staub - missaggio